# Strákagöng
Die Strákagöng sind ein Straßentunnel im Norden von Island, zwei Kilometer westlich von Siglufjörður.
Der einspurige, beleuchtete Tunnel ist 830 Meter lang und wurde 1967 eröffnet.
Durch ihn verläuft der Siglufjarðarvegur , die einzige Straßenverbindung, bevor 2009 die Héðinsfjarðargöng eröffnet wurden.
Er ist damit der zweitälteste Tunnel Islands (nach einigen Quellen, die die 30 Meter langen Arnarnessgöng nicht berücksichtigen, der älteste Tunnel Islands).
Der Tunnel unterquert den Strákar, einen 676 Meter hohen, bis ans Meer reichenden, Berg.
Vor Eröffnung des Tunnels gelangten die Bewohner von Siglufjörður – nebst dem Weg übers Meer – nur über eine in den 1950er Jahren erstellte, den 630 Meter hohen Siglufjarðarskarð überquerenden, Passstraße aus dem Ort hinaus.
Die Passstraße war jedoch nur schlecht befahrbar und zudem aus Witterungsgründen sieben bis acht Monate im Jahr geschlossen. 

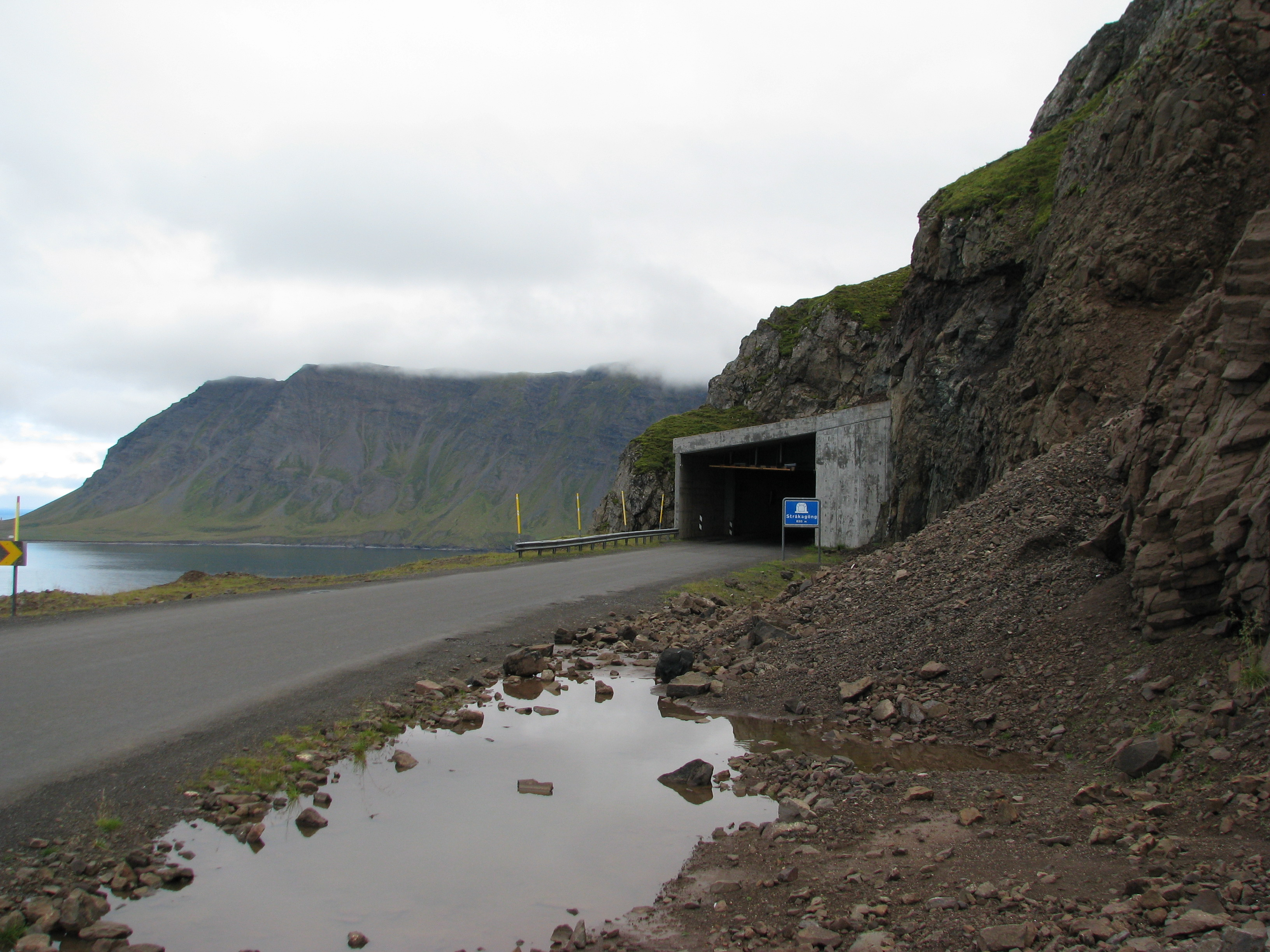
Nordportal
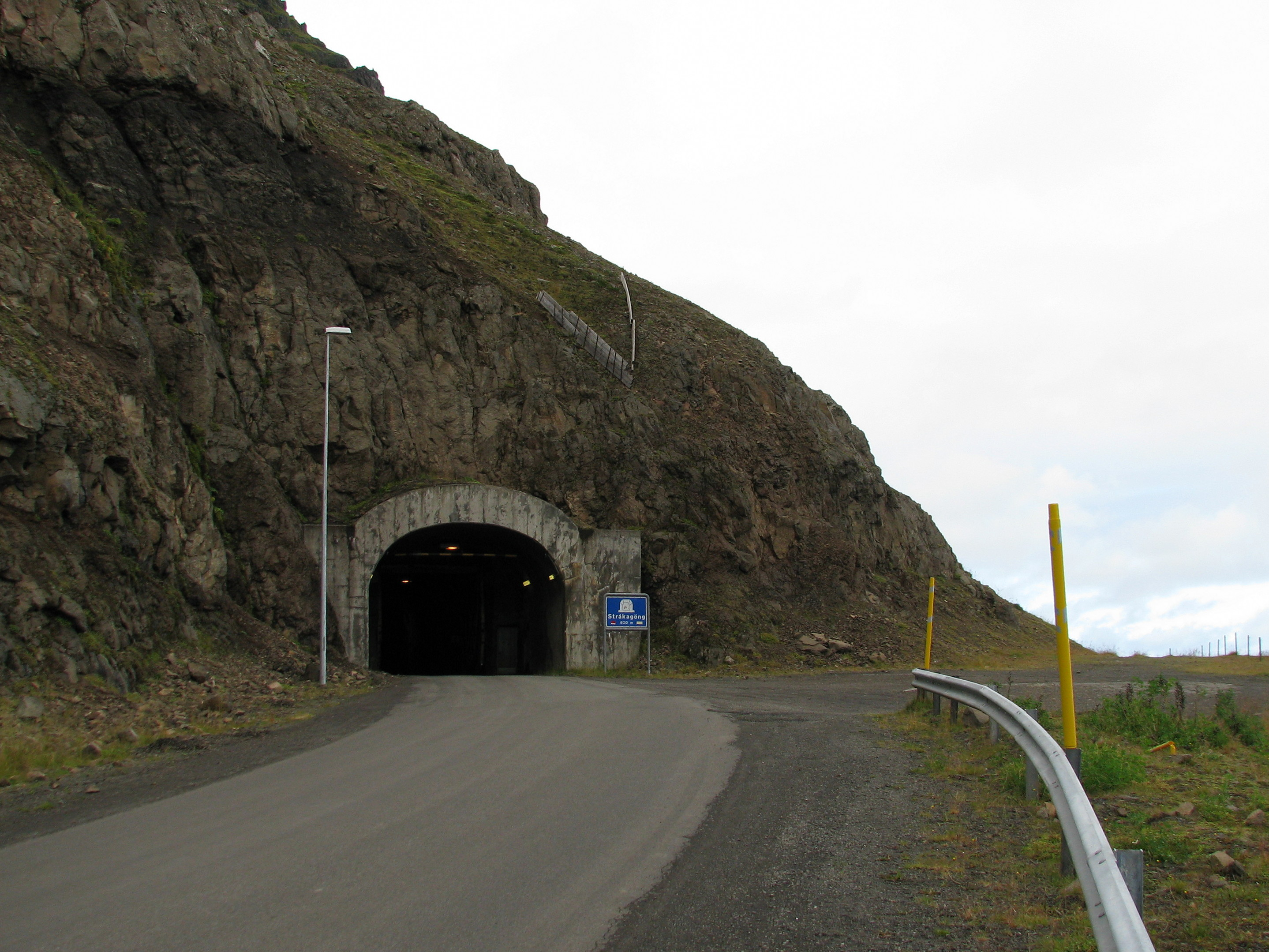
Südportal